# Саид Мохаммед Абдилле Хасан
Саид Мохаммед Абдилле Хасан (сомал. Sayid Maxamed Cabdille Xasan; араб. محمد عبد الله حسن‎;   7 апреля 1856, Буходле, Сомали — 21 декабря 1920, Ими, Абиссиния) — сомалийский религиозный деятель, основатель Государства дервишей, более 20 лет возглавлявший борьбу с британскими и итальянскими колонизаторами. Считается национальным героем Сомали. Британцы прозвали Хасана «Безумным муллой».

## Биография

### Молодые годы
Хасан родился в 1856 году в северной части Сомали (в долине Са'Мадик или Киррите), в то время являвшейся протекторатом Британской империи под именем Британский Сомалиленд. Хасан был старшим сыном шейха Аблилле, который происходил из клана Огаден, а его мать, Тимиро Саде, принадлежала к клану Дулбаханте. Его прадед, шейх Исман из Барди, был благочестивым человеком с солидной репутацией, который оставил свою родину севернее Келафо (в долине реки Шебель) и вместе со своей религиозной общиной поселился на юге региона, в Бардере у реки Джубба. Дед Хасана, Хасан Нур, в свою очередь, покинул свой дом и переехал ближе к крепости Дулбаханте в северо-восточной Сомали. Там он основал несколько религиозных общин и посвятил себя поклонению Аллаху. Следуя по стопам Хасан Нура, отец Хасана Абдилле также вел религиозную жизнь. Он был женат на нескольких женщинах из клана Дулбаханте, от которых у него было около 30 детей, из них Хасан был старшим. 
Таким образом, Хасан вырос среди скотоводов Дулбаханте, которые были хорошими пастухами и воинами и которые, как правило, разводили верблюдов и реже лошадей. Кумиром молодого Хасана был его дед по материнской линии, Саде Моган, который был предводителем воинов клана. В дополнение навыкам отличного наездника в возрасте одиннадцати лет Хасан знал наизусть Коран, за что получил титул хафиза, и проявлял все качества перспективного лидера. Пойдя по стопам отца и деда, он продолжил своё религиозное образование. Его тяга к изучению богословия была столь сильна, что он оставил свою работу в качестве учителя богословия и посвятил около десяти лет обучению в религиозных центрах Харара, Могадишо и Судана. Хасан усвоил знания, данные ему в общей сложности семьюдесятью двумя сомалийскими и арабскими религиозными учителями. 
В 1891 году, вернувшись домой, Хасан женился на женщине из клана Огаден. Три года спустя, вместе с двумя дядями и одиннадцатью другими родственниками, он совершил паломничество в Мекку. Там Хасан задержался на полтора года, проходя обучение под руководством суданского мистика Мохаммеда Салиха. Из хаджа он вернулся другим человеком – фанатично религиозным и полным решимости распространять учение Салиха в Сомали.

### Религиозная миссия
В 1895 году Хасан осел в Бербере. Британцы называли Берберу «аденской мясной лавкой» — их интересовало только получение регулярных поставки мяса из Сомали через этот порт в Британскую Индию. 
Хасана крайне беспокоило насаждение в Сомали своих порядков иноверцами — британцами, итальянцами и эфиопами. В Бербере он занялся миссионерской деятельностью, однако из-за конфликта с общиной кадырийцев в 1897 году был вынужден через несколько лет покинул город вместе со своими родственниками из клана Дурбаханте. По пути, в месте под названием Даймуле, он встретил сомалийцев в сопровождении членов католической миссии. Когда он спросил детей-сирот о том, к каким кланам они принадлежат, то услышал в ответ, что они принадлежали к «клану католических Отцов». Этот ответ потряс Хасана, он почувствовал, что "христианское господство в его стране равносильно уничтожению веры его народа". Вокруг Хасана стал формироваться лагерь сторонников – дервишей.
В 1899 году несколько солдат Британских вооруженных сил встретились с Хасаном и продали ему табельный пистолет. Отвечая на вопрос о потере пистолета, они сказали начальству, что Хасан украл у них пистолет. 29 марта 1899 года британский вице-консул написал ему оскорбительное письмо, обвиняя его в краже пистолета и требуя немедленно вернуть оружие. Это послание привело Хасана в ярость, и он послал ответное письмо с жесткой отповедью вице-консулу. В итоге этот инцидент привел к конфликту дервишей Хасана с британцами, а также эфиопским императором Менеликом II (монофизитом) и небольшим числом его противников среди сомалийцев.

### Начало вооруженной борьбы
В ряде своих речей Хасан заявлял, что британцы «уничтожили нашу религию и сделали наших детей своими», а эфиопы-христиане в союзе с англичанами стремятся разграбить и поработить Сомали. Он призвал народ Сомали к вооружённой борьбе с иноземными захватчиками, провозгласил исламское государство дервишей и издал указ, что все сомалийцы, которые не принимают его целей и не присоединятся к его братству, будет рассматриваться как неверные. Хасан стал закупать оружие в Османской империи, Судане и других исламских странах, а также отправил своих представителей в регионы страны с призывом к борьбе за независимость Сомали. 
Одновременно Хасан организовал своих воинов. Его государство дервишей имело военный характер и было вылеплено по образу братства салихитов, имея жёсткую иерархию и централизацию. 
Хасан пригрозил сбросить христиан в море и в 1898 году во главе отряда из 1500 дервишей, вооружённых 20 современными винтовками, провёл первое нападение на город Буръо, важный центр Британского Сомалиленда. Он также послал одного из своих людей в Йемен для агитации среди местного населения, а также разведки.

### Эфиопия, Великобритания и Италия
В 1900 году эфиопский отряд, посланный арестовать или убить Хасана, угнал большое количество верблюдов у клана Огаден. В ответ 4 марта дервиши напали на эфиопский гарнизон в Джиджиге и угнали оттуда 2000 верблюдов. В июне, три месяца спустя, Хасан атаковал находившиеся под защитой британцев северные сомалийские кланы Эйдагале и Исаак и угнал ещё около 2000 верблюдов. Этот успех повысил популярность Хасана. Для укрепления своего авторитета он женился на дочери видного огаденского вождя.
Освободительное движение набирало обороты, Хасану удалось примирить ради общей цели враждующие сомалийские кланы, его эмиссары по всей стране призывали людей присоединяться к сопротивлению.
Однако вскоре проявилось возмущение самодержавной властью Хасана — Хуссен Хирси Дала из клана Мохаммед-Субир сформировал заговор с целью убить его. Известие о заговоре достигло Хасана, и он бежал, но жертвой заговора стал его дядя по материнской линии Аббас. Несколько недель спустя клан Мохаммед-Субир направил к Хасану мирную делегацию из 32 мужчин, но все они были убиты. Потрясенный этим, вождь клана обратился за помощью к эфиопам, а дервиши удалились в Нугаал.
К концу 1900 года эфиопский император Менелик II запросил для войны с Хасаном поддержки британцев и итальянцев. В 1900—1901 годах британский подполковник Э. Дж. Свейн собрал под своей командой 1500 сомалийских солдат во главе с 21 европейским офицером и занял Буръо 22 мая 1901 года. Позднее он принял командование эфиопской 15-тысячной армией и установил контроль над Хараром. К этому моменту армия дервишей состояла примерно из 20 000 воинов, из которых около 8000 были конными.
С 1901 по 1904 годы дервиши наносили иностранным армиям одно поражение за другим, однако 9 января 1904 года были разбиты на равнине Джидаль войсками генерала Чарльза Эгертона, потеряв около 1000 бойцов. Это поражение вынудило Саида отступить на юг Сомали.
Около 1910 года на тайном совещании под большим деревом, позже прозванным «Anjeel tale waa» («Дерево плохого совета»), около 600 дервишей решили оставить Саида, обвиняя его в своеволии. Их уход ослабил государство дервишей и деморализовал самого Саида.
На юге страны Саид нашел широкую поддержку своих идей среди населения. Однако для консолидации сил пришлось договариваться с местными кланами, зачастую враждовавшими друг с другом. Так, клан Толомоге-Рер-Гури не имел ничего против иностранцев, но был готов включиться в борьбу в обмен на предоставление ему лугов в долине реки Тана. Эти луга на тот момент были заняты кланом Толомоге-Галти, с которым Саид уже имел договоренности. Союзники Рер-Гури, клан Гедо, вообще был доволен статус-кво.

### Консолидация сил
Для укрепления своих позиций в регионе Хасан строил каменные форты, хотя в этот период военные столкновения с британцами были достаточно редки и дервиши ограничивались лишь набегами на христианские территории. 
В 1910-1914 годах Саид перенес столицу своего государства из Иллиги в Талех и построил три массивных каменных форта и ряд домов. Он также построил роскошный дворец для себя и своих родственников. К 1913 году он доминировал над всем Сомалийским полуостровом, создав линию крепостей на равнине Джидаль и в Мираши в регионе Варсангали, у Вердера и Корахе в Огадене и в Беледвейне в южной части Сомали. 9 августа 1913 года в битве при Дул-Мадоба дервиши разгромили войско клана Хабар-Юнис и убили или ранили 57 из 110 бойцов британских констеблей. Среди погибших был британский офицер, командир констеблей, полковник Ричард Корфилд. Саид Хасан посвятил ему стихотворение, озаглавленное «Смерть Ричарда Корфилда». В том же году дервиши разграбили Берберу. В ответ в 1914 году британцы создали Бригаду сомалийских всадников для охраны крупных населенных пунктов. 
В это же время многие сторонники Хасана вспомнили о межклановой борьбе и отвернулись от своего лидера.
Перед началом Первой мировой войны британцы собирали силы под командованием Адриана Картон де Виата, который потерял глаз во время кампании, и Гастингса Исмея (позже — главный военный советник Уинстона Черчилля), чтобы окончательно разбить дервишей, однако из-за войны эту кампанию пришлось отложить. Во время войны Хасан пытался заручиться поддержкой Германии и Османской империи. В 1917 г. Османская империя официально признала Хасана — «эмиром Сомали».

### Поражение
В начале 1920 года британские войска произвели бомбардировку укреплений дервишей. Форты Хасана были повреждены, британцы заняли Талех, а армия Хасана понесла большие потери. Дервиши поспешно бежали в Огаден. Хасан также бежал в земли своего клана и пытался там собрать новые силы для продолжения борьбы.

### Смерть
21 декабря 1920 года Саид Хасан умер от гриппа в возрасте 64 лет, его могила, как полагают, находится где-то близ города Ими в нынешней Эфиопии. Точное место захоронения Саида неизвестно, однако в середине 2009 года власти региона Сомали в составе Эфиопии заявили, что они будут эксгумировать останки Хасана, чтобы перезахоронить их  в старом замке в Ими. Хотя большинство людей, которые знали точное расположение гробницы Хасана, давно мертвы, министр информации Сомали заявил, что проведение поисковых работ может привести к успеху. Власти Сомали вскоре нашли его остатки ДНК на кладбище в Гиндире (Эфиопия). Остаётся выявить принадлежат ли останки, найденные на кладбище в Гиндире, Саиду Хасану.